# Свети Георги (Струга)
Вижте пояснителната страница за други значения на Свети Георги.
„Свети Великомъченик Георги“ (на македонска литературна норма: „Свети Ѓорѓи“) е възрожденска църква в град Струга, Северна Македония. Църквата е главен храм на Стружкото архиерейско наместничество на Дебърско-Кичевската епархия на Македонската православна църква – Охридска архиепископия.
Църквата съществува още в 1590 година и е важно българско книжовно средище. Сегашният храм е изграден в 1835 година за по-малко от два месеца, като градежът започва на 10 май и завършва на 20 юни. Ферманът за изграждането е получен с подкуп и работата вървяла ден и нощ. Освен стружките първенци с пари помага и владиката Калиник Преспански и Охридски. Живописта е дело на братята Христо, Исай и Кузман Макариеви от Галичник. В църквата е организирано килийно училище, в което работят и възрожденците Димитър и Константин Миладинови.
През май 1845 година в Струга пристига Виктор Григорович, който открива в църквата славянски ръкописи и старопечатни книги. Апостол-апракос от XII век се съхранява в сбирката му в Държавната библиотека в Москва.
В 1983 година започва изграждането на нова административна сграда в двора на църквата, която е завършена и осветена в 1985 година.
- Икона на Свети Георги от църквата, третата четвърт на XV век
- Влизане в Йерусалим, XVII век, икона от църквата